# Radio Technical Commission for Maritime Services
Die Radio Technical Commission for Maritime Services (RTCM) ist eine US-amerikanische Organisation, die 1947 mit dem Ziel, Grundlagen und Normungen der maritimen Telekommunikation zu schaffen, gegründet wurde.

## SC-104
Bekannt geworden ist die RTCM insbesondere für den im Zusammenhang mit GPS stehenden Standard zur Übertragung von Korrekturen für GNSS-Anwendungen. Er enthält Datenelemente, Zeitintervalle zwischen Übertragungen, Datensegmentgrößen, Einheiten und Auflösung der zu übertragenden Parameter, deren Format in verschiedenen Datentypen festgelegt ist. Er wurde vom Special Committee Nummer 104 (SC-104) entwickelt und erstmals 1985 als Empfehlung vorgestellt.

## Entwicklung
Die erste Festlegung eines Standards wurde für sogenannte DGPS-Anwendungen geschaffen. In der ursprünglichen Spezifikation des GPS war für zivile Anwendungen nur eine Navigationsgenauigkeit von 100 Metern vorgesehen. Dazu wurde in den 1990er Jahren die sogenannte Selektive Verfügbarkeit (Selective Availability, S/A) entwickelt. Im Wesentlichen handelt es sich dabei um eine künstliche Verschlechterung der erreichbaren Messgenauigkeit durch zyklische Satellitenuhrenfehler, welche nicht vom System mitgeteilt wurden und damit auch nicht direkt korrigiert werden konnten.
Aus dem Bereich der Geodäsie waren schon seit den 1980er Jahren differentielle Messverfahren bekannt. Bei den differentiellen Verfahren mittels GPS geht man von identischen oder ähnlichen Fehlern an zwei Messstationen aus. Da die künstliche Verschlechterung des Satellitensignals von allen Stationen als gleiche Größe gemessen wird, kann durch eine Differenzbildung von Beobachtungen zweier Stationen zu denselben Satelliten dieser Fehler wieder beseitigt werden.
Das SC-104 hat mittlerweile den Standard für verschiedene Anwendungen erweitert. 
Neben DGPS-Korrekturen gibt es auch unterschiedliche Methoden für sogenannte Echtzeitkinematik-Anwendungen (RTK). Während man mit DGPS in etwa Metergenauigkeit erreicht, liefern RTK-Anwendungen bis zu Zentimetergenauigkeit.
Bezeichnung der Standardisierungen für das Datenprotokoll zur Übertragung der Korrekturdaten: 
- RTCM SC-104 Version 1.0 (1985)
- RTCM SC-104 Version 2.0 (1990)
- RTCM SC-104 Version 2.1 (1994)
- RTCM SC-104 Version 2.2 (1998)
- RTCM SC-104 Version 2.3 (2001)
- RTCM SC-104 Version 3.0 (2004)
- RTCM SC-104 Version 3.1 (2009)
- RTCM SC-104 Version 3.2 (2013)
- RTCM SC-104 Version 3.3 (2016)